# Tossal de Garrigueta
El Tossal de Garrigueta és una muntanya de 648 metres que es troba al municipi d'Estaràs, a la comarca catalana de la Segarra.